# Posrednik (Verlag)

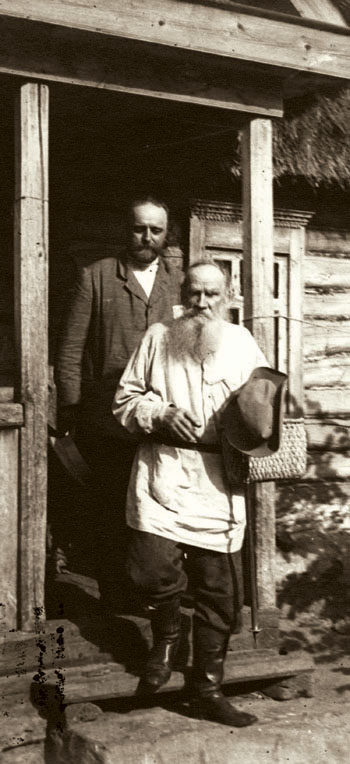
Tolstoi (im Vordergrund) und Tschertkow

Posrednik (russisch Посредник „Vermittler“) war ein russischer Verlag.
Er wurde 1884 von Wladimir Grigorjewitsch Tschertkow gegründet, dem Herausgeber der Werke Tolstois, die auch im Posrednik-Verlag erschienen.
Ziel des Verlages war, der massenhaften Verbreitung von Trivialliteratur, deren Auflagen am Ende des 19. Jahrhunderts in Russland vor allem infolge der zunehmenden Alphabetisierung rasant stiegen, etwas in Richtung einer „Volksbildung“ im Sinne Tolstois entgegensetzen zu können.
Es erschienen daher zunächst sowohl Ausgaben russischer Klassiker als auch Erzählungen Tolstois, die dieser eigens für den Zweck verfasst hatte, zum Beispiel Wie das Teufelchen des Bauern Brot gewann oder Wo Liebe ist, da ist Gott. 

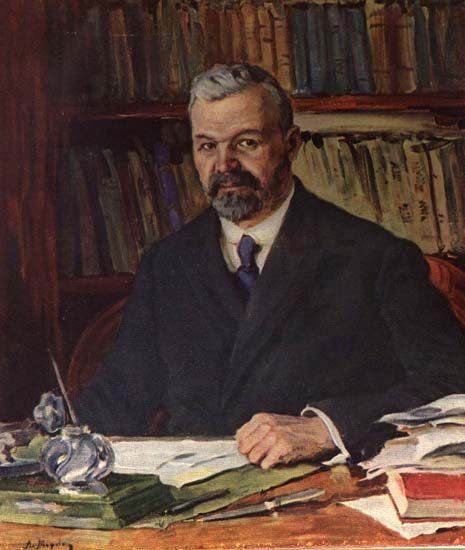
Iwan Dmitrijewitsch Sytin

Die verlegerischen Belange wurden in die Hände von Iwan Dmitrijewitsch Sytin (1851–1934) gelegt, der schon über Erfahrungen im Druck und Vertrieb billiger Volksbücher und Kolportageheftchen verfügte. Tschertkow sollte als Herausgeber fungieren.
Die ersten drei Schriften wurden gratis verteilt, die folgenden zu einem sehr niedrigen Preis (1 bis 1 ½ Kopeken) verkauft. So konnten die Auflagen astronomische Höhen erreichen. In den ersten vier Monaten wurden schon 400.000 Heftchen verteilt und in den ersten vier Jahren des Verlages wurden insgesamt 12 Millionen durch Sytins Hausierer unter das Volk gebracht. Von den zwischen 1884 und 1892 erschienenen 256 Titeln stammten dabei 44 aus der Feder Tolstois. 
Subventioniert wurde das Programm durch eine Zuwendung der Mutter Tschertkows von 20.000 Rubeln jährlich.
Ab Mitte der 1890er Jahre sanken die Auflagen allerdings wieder, da in einem sich schnell modernisierenden und industrialisierenden Russland weder Bauern noch Arbeiter weiterhin Geschmack fanden an dem didaktischen Charakter der Tolstoischen Geschichten mit ihrer beharrlichen Idealisierung des altrussischen Bauern als eines Ausbunds an frommer Einfalt und bodenständiger Authentizität.

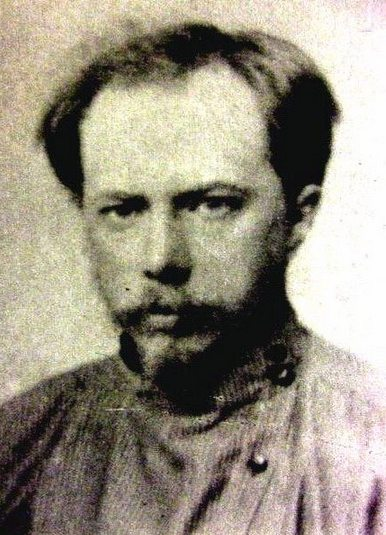
Iwan Iwanowitsch Gorbunow-Possadow

Tschertkow und Tolstoi zogen sich ab 1893 weitgehend aus dem Unternehmen zurück. Sytin jedoch fuhr fort, das Volk mit einer zunehmend breiteren Palette preiswerter Literatur zu versorgen, dazu gehörten Übersetzungen der Abenteuerromane von Jules Verne und H. G. Wells, aber auch Lehrbücher und sogar Enzyklopädien.
Ab 1895 wurde Iwan Iwanowitsch Gorbunow-Possadow (1864–1940) Herausgeber von Posrednik und blieb das in den folgenden 25 Jahren, in denen sich der Schwerpunkt des Programms vom Literarisch-Erbaulichen hin zum Informativen verschob. Sowohl er als auch seine Frau, seine rechte Hand im Verlag, waren Tolstojaner mit Leib und Seele, weshalb auch weiterhin moralische Prinzipienfestigkeit und ein erzieherischer Anspruch Merkmale des Posrednik blieben gegenüber anderen, vor allem ab 1905 sehr zahlreich erscheinenden ähnlich strukturierten Publikationsreihen.
Nach Gründung der Sowjetunion wurde der Verlag verstaatlicht, 1925 hörte er zu bestehen auf.